# عبد الله الحربي
عبد الله مبارك سرور العلوي الحربي، معلق رياضي سعودي.

## الميلاد
ولد في مدينة المذنب في منطقة القصيم في السعودية.

## الانطلاقة
كانت انطلاقته عبر التلفزيون السعودي في عام 2003م، وسرعان ما لفت نظر شبكة راديو وتلفزيون العرب وتم التعاقد معه في عام 2005م.

## حياته العملية
- حاز على جائزة زاهد قدسي للتعليق الرياضي عام 2006م كأصغر معلق يحقق الجائزة.
- في أكتوبر 2009م انتقل إلى قناة الدوري والكأس.
- خلال فترة تواجده مع قناة الدوري والكأس عمل متعاونًا مع قناة الجزيرة الرياضية.
- مع نهاية أغسطس 2012م انتقل للقناة الرياضية السعودية بعد حصولها على حقوق الدوري السعودي حصرياً.
- بعد ثلاثة أشهر من العمل مع القناة الرياضية السعودية قام بفسخ عقده مع القناة عائدًا إلى قناة الدوري والكأس القطرية.
- إلى جانب قناة الكأس كان يعمل في قنوات beIN SPORTS حيث علق معها على أحداث الدوري الإنجليزي والإيطالي والإسباني.
- علق على عدة نهائيات منها نهائي كأس ملك إسبانيا ونهائي دوري أبطال أوروبا و علق على نهائيات الكؤوس في السعودية وقطر ودوري ابطال آسيا ودورة الخليج وكأس امم آسيا.

## أعماله
قدم عبد الله الحربي العديد من الأعمال من أهمها:
- قصائد مسموعة وأوبريت وطني في عام 2004م، حيث قام بكتابة كلماته وسط حضور 2000 متفرج يتقدمهم أمير منطقة القصيم الأمير فيصل بن بندر بن عبد العزيز آل سعود.
- شارك في التعليق على ألعاب الفيديو منها فيفا إلى جانب زميله عصام الشوالي بعد أن وقع اختيار شركة Ea Sports عليه وهو العمل الذي حقق أصداء كبيرة في الوطن العربي.